# Устинов, Александр Александрович
Александр Александрович Устинов (1907—1953) — первый директор института Генплана Москвы в 1951—1953 годах.

## Краткая биография
Родился 22 ноября 1907 году в селе Кайдалово Сосновского района Горьковской области.
В 1928 году окончил Горьковский художественный техникум, в 1934 году — Московский архитектурный институт по специальности «Планировка городов и населенных мест». Работал в институте Горстройпроект и мастерской № 2 отдела планировки АПУ Моссовета.
В 1939 году вступил в Союз архитекторов СССР. В 1940—1941 годах работал ассистентом в Московском архитектурном институте. В 1941 году вступил в КПСС.
С первых дней Великой Отечественной войны находился в действующей армии. Капитан. Окончив в 1947 году аспирантуру МАрхИ, работал в Управлении по делам архитектуры Мосгорисполкома, руководил мастерской № 1 Института Генплана Москвы и архитектурно-планировочной мастерской Юго-Восточного сектора. В 1949 году окончил Университет Марксизма-Ленинизма.
В 1950 году получил предложение возглавить архитектурно-планировочные мастерские Управления по делам архитектуры Мосгорисполкома.
С момента образования Института Генплана Москвы в июне 1951 года — директор этого учреждения.
Умер 2 июня 1953 года. Похоронен в Москве, на Ваганьковском кладбище, участок № 23.

## Награды
- орден Отечественной войны 2 степени
- орден Красной Звезды